# Sbarco inglese a Viareggio
Lo sbarco inglese a Viareggio fu un'operazione militare finalizzata a occupare Lucca e Viareggio, i due centri principali del Principato di Lucca e Piombino. Venne condotta il 10 dicembre 1813 dalla Royal Navy del Regno Unito di Gran Bretagna e Irlanda e dalla Italian Levy, nel corso della campagna d'Italia della guerra della sesta coalizione.

## Eventi
Viareggio era già stata cannoneggiata da due navi inglesi il 29 giugno 1813. In quell'occasione, lo scontro a fuoco durò alcune ore e si concluse con la ritirata degli assalitori. 
La sera del 9 dicembre 1813 alcune navi inglesi comandate da Lord William Bentinck si ancorarono al largo della città di Viareggio. 
Il giorno seguente iniziò lo sbarco di circa 1 200 uomini, comandate da Carlo Catinelli, dell'Italian Levy.
Il comandante della Torre Matilde, Ippolito Zibibbi, che disponeva di circa 50 uomini e pochi cannoni, decise di non intervenire, per evitare che la città fosse distrutta.
Solo un cannoniere, Domenico Maffei detto "Ampolletta", sparò un colpo di cannone prima di ritirarsi. 
Zibibbi decise di ripiegare verso Montramito e di mantenere quella posizione, ma Elisa Bonaparte gli ordinò di ritirarsi a Lucca. 
Gli inglesi fecero saltare in aria il vecchio forte presso il porto di Motrone e avanzarono verso Lucca, riuscendo infine a occuparla. Tuttavia, il successo fu effimero. 
Infatti, il giorno seguente, alla notizia di potenti rinforzi francesi provenienti da Firenze, ripiegarono nuovamente su Viareggio. 
In questa città furono raggiunti da una colonna francese, con la quale si scontrarono nei pressi del Ponte di Pisa, uscendone vittoriosi, e ripartendo per Livorno. 
Per portare via i beni razziati durante la breve occupazione, furono sequestrate alcune imbarcazioni viareggine.

## Conseguenze
Il comandante Ippolito Zibibbi fu arrestato e condannato a morte per tradimento, ma la pena fu commutata nell'ergastolo, da scontarsi presso il forte di Piombino.  
Il cannoniere Maffei fu invece premiato con una porzione di arenile presso Viareggio, dove costruì uno dei primi stabilimenti balneari cittadini, il Bagno Colombo. 
Con la caduta dei Baiocchi, la condanna di Zibibbi venne annullata e nel 1817 tornò a comandare la piazza militare di Viareggio.